# NGC 4066
NGC 4066 is een elliptisch sterrenstelsel in het sterrenbeeld Hoofdhaar. Het hemelobject werd op 24 februari 1827 ontdekt door de Britse astronoom John Herschel.

## Synoniemen
- UGC 7051
- MCG 4-29-8
- ZWG 128.8
- PGC 38161